# Livre zambienne
Pour les articles homonymes, voir Livre (monnaie).
La livre (en anglais, pound) est l'ancienne monnaie officielles de la Zambie de 1964 à 1966, remplaçant la livre de la fédération de Rhodésie et du Nyassaland, puis démonétisée en 1968.

## Histoire monétaire
Cette monnaie est créée après l'éclatement de la Fédération de Rhodésie et du Nyassaland, dissoute le 31 décembre 1963. Quelques mois plus tard, le 24 octobre 1964, la Rhodésie du Nord devient indépendante, et prend le nom de Zambie. L'ancienne monnaie continue de circuler, alimentée par le Central Africa Currency Board. En novembre, la Banque de Zambie lance une nouvelle monnaie à parité avec l'ancienne livre. Divisée en 20 shillings ou 240 pence, la livre zambienne est également à parité avec la livre sterling.
Le 1er juillet 1966, la Parlement zambien vote pour la décimalisation de la monnaie et un changement de nom, le kwacha. Il faudra deux ans pour mettre en place cette nouvelle monnaie, la livre étant démonétisée en janvier 1968, avec un taux de conversion de 1 livre pour 2 kwachas.

## Émissions monétaires

### Pièces de monnaie
Fin 1964 sont frappées des pièces en cupronickel de 6 pence, 1 et 2 shillings, suivie par une pièce de 5 shillings en 1965 et une pièce de 1 penny trouée en bronze en 1966. Les monnaies ont été conçues par Norman Sillman. La deuxième série, frappée à partir de 1966, figure le portrait de Kenneth Kaunda.

### Billets de banque
En 1964, la Banque de Zambie fait fabriquer à son nom, par Thomas De La Rue, des coupures de 10 shillings, 1 et 5 livres. Les billets représentent des animaux locaux à l'avers des trois billets respectifs, à savoir le barbican de Chaplin, l'inséparable à joues noires, et le gnou ; des scènes agricoles et industrielles au revers des billets de 10 s. et 1 livre, et les chutes Victoria au revers du billet de 5 livres,,.